# Jezioro Długie Chorzelskie
Jezioro Długie Chorzelskie – jezioro w woj. warmińsko-mazurskim, w powiecie ełckim, w gminie Prostki, leżące na terenie Pojezierza Ełckiego.

## Dane morfometryczne
Powierzchnia zwierciadła wody według różnych źródeł wynosi od 43,9 ha do 45,0 ha.
Zwierciadło wody położone jest na wysokości 124,1 m n.p.m. Średnia głębokość jeziora wynosi 2,7 m, natomiast głębokość maksymalna 6,7 m.

## Hydronimia
Według urzędowego spisu opracowanego przez Komisję Nazw Miejscowości i Obiektów Fizjograficznych (KNMiOF) nazwa tego jeziora to Jezioro Długie Chorzelskie. W różnych publikacjach i na mapach topograficznych jezioro to występuje pod nazwą Długochwały; podawana jest też nazwa oboczna Długie lub Długorzelskie.